# مردن به وقت شهریور
مردن به وقت شهریور فیلمی به کارگردانی و نویسندگی و تهیه‌کنندگی هاتف علیمردانی محصول سال ۱۳۹۲ است.
این فیلم در تاریخ ۷ مرداد ۱۳۹۴ در سینماهای ایران اکران شده است.

## داستان
سینا ملکی برای قبولی در کنکور فقط چند ماه فرصت دارد. از یک سو بنیاد متزلزل خانوادگی و از سوی دیگر آشنایی او با یک جوان خیابانی عاشق موسیقی ماجراهایی را برای او رقم می‌زند و در آخر با معلوم شدن یک سری اتفاقات جوان عاشق موسیقی تصادف کرده و در اینجا هم پرده از بعضی رازهای دیگر گشوده می شود

## بازیگران
- حمید فرخ‌نژاد
- هانیه توسلی
- نازنین بیاتی
- ترلان پروانه
- نوید لایقی مقدم
- صبا گرگین پور
- مارتین شمعون‌پور
- مهرداد ماکویی
- پروین ملکی
- فاطمه مرتاضی